# سیروس میمنت
سیروس میمنت رنجبر (زاده ۴ خرداد ۱۳۳۸)، بازیگر و فیلمنامه‌نویس ایرانی است. او اغلب در آثار کمدی، ایفای نقش کرده است. فیلم‌های معجزه خنده (۱۳۷۵) و فوتبالی‌ها (۱۳۸۹) و مجموعه‌های تلویزیونی سه دونگ، سه دونگ (۱۳۹۰)، نون خ (۱۴۰۲–۱۳۹۷) و راز بقا (۱۴۰۲) از جمله مشهورترین آثاری است که او در آنها، حضور داشته است.

## فعالیت سیاسی
وی در ۲۴ فروردین ۱۳۹۶ با حضور در وزارت کشور در انتخابات ریاست‌جمهوری ایران ثبت نام کرد اما توسط شورای نگهبان قانون اساسی واجد شرایط برای حضور در رقابت انتخابات نشد.

## فیلم‌شناسی

### سینمایی
- معجزه خنده (یدالله صمدی، ۱۳۷۵)
- حرفه‌ای (اسماعیل فلاح‌پور، ۱۳۷۵)
- مرد عوضی (محمدرضا هنرمند، ۱۳۷۶)
- جعبه موسیقی (فرزاد مؤتمن، ۱۳۸۶)
- هندوانه شب یلدا (سعید آقاخانی، ۱۳۸۶)
- فوتبالی‌ها (عباس خواجه‌وند، ۱۳۸۹)
- جاسم به جبهه می‌رود(مسعود تکاور، ۱۳۸۹)
- ایران برگر (مسعود جعفری جوزانی، ۱۳۹۳)
- فیلسوف‌های احمق (سعید چاری، ۱۳۹۴)
- بن‌بست وثوق (حمید کاویانی، ۱۳۹۵)
- کویر آرام (سیدمیلاد بنی‌طبا، ۱۳۹۷)
- پاگچی

### تلویزیونی
- جدال بی‌حاصل (مسعود رشیدی، ۱۳۷۵)
- جادوی مهتاب (بهمن زرین پور، ۱۳۷۶)
- همه فرزندان من (محمد دستگردی، ۱۳۷۶)
- داستان یک شهر ۲ (اصغر فرهادی، ۱۳۷۹)
- یادداشت‌های کودکی (پریسا بخت آور، ۱۳۸۰)
- پشت کنکوری‌ها (پریسا بخت آور، ۱۳۸۱)
- پلیس آسمانی (فرشته صدرعرفایی، ۱۳۸۱)
- این سه نفر (اصغر توسلی، ۱۳۸۲)
- خانه‌به‌دوش (رضا عطاران، ۱۳۸۳)
- متهم گریخت (رضا عطاران، ۱۳۸۴)
- باران بهاری (مسعود رشیدی، ۱۳۸۴)
- روزگار خوش حبیب آقا (مهدی مظلومی، ۱۳۸۵)
- آرزوهای شیرین (سید وحید حسینی، ۱۳۸۶)
- پیامک از دیار باقی (سیروس مقدم، ۱۳۸۶)
- در چشم باد (مسعود جعفری جوزانی، ۱۳۸۷)
- دلنوازان (حسین سهیلی‌زاده، ۱۳۸۸)
- چاردیواری (سیروس مقدم، ۱۳۸۹)
- خوش نشین‌ها (سعید آقاخانی، ۱۳۸۹)
- سه دونگ، سه دونگ (شاهد احمدلو، ۱۳۹۰)
- کسی خوابه؟ (جواد رضویان، ۱۳۹۰)
- دست بالای دست (سید محسن یوسفی، ۱۳۹۰)
- دزد و پلیس (سعید آقاخانی، ۱۳۹۱)
- خروس (سعید آقاخانی، ۱۳۹۲)
- روزهای بد، به‌در (سعید آقاخانی، ۱۳۹۳)
- هفت سنگ (علیرضا بذرافشان، ۱۳۹۳)
- بیمار استاندارد (سعید آقاخانی، ۱۳۹۴)
- دست بالای دست (محسن یوسفی، ۱۳۹۰)
- میکائیل(سیروس مقدم، ۱۳۹۴)
- نیاز (حسین سهیلی‌زاده، ۱۳۹۴)
- شیوع[۵] (محمود معظمی، ۱۳۹۴)
- پنچری (برزو نیک‌نژاد، ۱۳۹۶)
- گسل (علیرضا بذرافشان، ۱۳۹۶)
- بانوی عمارت (عزیزالله حمیدنژاد، ۱۳۹۷)
- نون خ (سعید آقاخانی، ۱۳۹۸)
- دنگ و فنگ روزگار (جواد مزدآبادی، ۱۳۹۸)
- حکایت‌های کمال (قدرت‌الله صلح میرزایی، ۱۳۹۸)
- نون خ۲ (سعید آقاخانی، ۱۳۹۹)
- نون خ۳ (سعید آقاخانی، ۱۴۰۰)
- نون خ ۴ (سعید آقاخانی، ۱۴۰۲)
- قصه‌های صندوق (حسین امانی، ۱۴۰۲)
- نون خ ۵ (سعید آقاخانی، ۱۴۰۳)
- قول مردونه (قربانعلی طاهرفر، ۱۴۰۴)

### نویسندگی
- خانه به دوش (رضا عطاران، ۱۳۸۳)
- فوتبالی‌ها (عباس خواجه وند، ۱۳۸۹)
- کسی خوابه؟ (سید جواد رضویان، ۱۳۹۰)

### نمایش خانگی
- تی‌ان‌تی (حامد آهنگی، ۱۴۰۲)
- جوکر (احسان علیخانی، ۱۴۰۱)
- راز بقا (سعید آقاخانی، ۱۴۰۱)
- جوکر ۲ (احسان علیخانی، ۱۴۰۳)
- شام ایرانی(سعید ابوطالب ۱۴۰۴)